# Friedrich Schottky
Friedrich Hermann Schottky (Breslau, 24 juliol 1851- Berlín, 12 agost 1935) va ser un matemàtic alemany que va treballar en les funcions el·liptica, abeliana i theta i va introduir el grup de Schottky i el teorema de Schottky. Va néixer a Breslau, Alemanya (avui Wroclaw, Polònia) i va morir a Berlín.
És el pare de Walter H. Schottky, físic alemany descobridor d'una gran varietat de conceptes sobre els semiconductors.